# جاك هال (مهندس معماري)
جاك هال (بالإنجليزية: Jack Hall)‏ هو مهندس معماري أمريكي، ولد في 1913، وتوفي في 2003.